# Académica Petróleos do Lobito
El Académica Petróleos Clube do Lobito es un equipo de fútbol de Angola que milita en la Segundona, la segunda liga de fútbol más importante del país. El club tiene secciones de ajedrez y hockey sobre patines.

## Historia
Fue fundado en el año 1970 en la aldea de Tchilimba, en Huambo, con el nombre de Académica da Tchilimba, por el aficionado Geraldo Terceiro Guiado. En 1977 el club mudaría su nombre para Associação Académica do Lobito, este inspirado en la Associação Académica de Coimbra, equipo de Portugal. En 17 de marzo de 1981, el club se fusionó con el Grupo Desportivo da Sonangol y de allí nació su designación actual. Nunca han sido campeones de la Girabola, la primera división de Angola, siendo su mejor temporada la de 1999, en la cual fueron subcampeones, solamente por debajo del Primero de Agosto, y su última temporada en la máxima categoría ha sido la del 2011, en la cual solo hicieron 13 puntos en 30 partidos, con solo 2 victorias. Tampoco han tenido resultados destacados en el torneo de copa, en donde ni siquiera han llegado a las semifinales.
A nivel internacional han participado en 1 torneo continental, la Copa CAF 2000, en la cual fueron eliminados en la primera ronda por el TP Mazembe de la República Democrática del Congo. Es el único equipo de la ciudad de Lobito en jugar un torneo internacional.

## Palmarés
- Girabola: 0
  - Subcampeón: 1

1999

## Participación en competiciones de la CAF
| Temporada | Torneo   | Ronda | Club       | Casa | Visita | Global |
| --------- | -------- | ----- | ---------- | ---- | ------ | ------ |
| 2000      | Copa CAF | 1     | TP Mazembe | 2-3  | 0-4    | 2-7    |

## Jugadores

### Jugadores destacados
- Caná[12]
- Chiby[13]

## Entrenadores
- Kidumo Pedro (1991)[14]
- Nando Jordão (?-1996)[15]
- Arnaldo Chaves (1996-?)[15]
- Carlos Queirós (~1999)[9]
- João Machado (2001-2003)[16][17]
- Nando Jordão (2003-2004)[18][19]
- Albano César (2004-~2005)[20][21]
- Chiby (~2006-2008)[22][23]
- João Pintar (2008)[23][24]
- Rui Teixeira (20??-2009)[25]
- Silvestre Tola (interino-2009)[25]
- Equipo técnico constituido por  César Caná, Ernesto Kotel, Duarte Adriano, Zé Maria, Pelé y António dos Santos (marzo de 2009-?)[26]
- Agostinho Tramagal (2009-2011)[27][28]
- Dany (2011)[29][30]
- Pelé (interino-2011)[30]
- Albano César (~2011)[28]
- Pelé (~2011)[28]
- José Rocha (~2011)[31]
- César Caná (~2011)[28]
- Pelé (~2012)[32]
- Ekrem Asma (2014-~2015)[33][34]
- Vaz Pinto (2016-20??)[35]
- Rui Garcia (~2018-?)[4]
- Águas Zeca da Silva (2019-presente)[3]